# أحمد كشوري
أحمد كشوري قائد طيار عسكري إيراني، قائد القوات الجوية في جيش الجمهورية الإسلامية الإيرانية، شارك في إخماد المعارضة للثورة الإسلامية في أقليم كردستان، وقاده القوات الجوية للجيش في مدينة إيلام الغربية أيام الحرب العراقية الإيرانية، قتل في السنة الأولى من الحرب بعد عودته من إحدى العمليات ضد الجيش العراقي في محافظة كرمانشاه.

## نشأته
ولد أحمد في مدينة كياكلا (سيمرغ) إحدى مدن محافظة مازندران عام 1953 ميلادي، والده غلام حسين كشوري من مدينة بروجرد، والدته فاطمة سيلاخوري، ونظراً لعمل والده في الجيش فقد كانوا ينتقلون من مدينة إلى مدينة حتى استقروا في كياكلا. كان له نشاطات دينية وسياسية كثيرة.
أبناءه: ولد اسمه علي، وأبنة اسمها مريم، عندما قتل أحمد كشوري كان عمر أبنته 3 سنوات، وابنه علي 3 شهور.

## الحياة العسكرية
شارك أحمد برفقة صديقه الطيار علي أكبر شيرودي و الطيار حميد رضا سهيليان في إخماد التمرد الكردي سنة 1979 م للثورة الإسلامية في أقليم كردستان و التي اندلعت بعد انتصار الثورة الإسلامية، وفي عمليات فك الحصار عن باوه و ذلك بطلب من معاون رئيس الوزراء آنذاك مصطفى جمران للقوات الجوية في الجيش الإيراني.
عندما بدأت الحرب العراقية الإيرانية، و قُتل صديقه الطيار حميد رضا سهيليان في إحدى العمليات، كان أحمد يرقد في المستشفى بانتظار إجراء العملية الجراحية له لإخراج الشظية التي أصيب بها في العمليات ضد التمرد الكردي، عندما سمع بذلك قال:(عندما يكون الإسلإم في خطر لا أريد صدري). و عاد إلى المقر لمشاركة في العمليات الحربية. تم تعينه قائداً للقوات الجوية في محافظة إيلام غرب إيران.

يذكر أحد زملائه في القوات الجوية الإيرانية، بأن أحمد كان يقول: 
.
كان صديقه علي أكبر شيرودي و الذي قتل ايضاً في الحرب العراقية الإيرانية يعتبره أستاذاً له.
يقول عنه القائد ولي الله فلاحي: كان أحمد ملك في صورة إنسان.

## مقتله
قتل أحمد سنة 1980 ميلادي وكان له من العمر 27 عاماً، وذلك حين عودته من عملية ناجحة ضد الجيش العراقي، حيث هاجمته الطائرة ميكويانالعراقية واصابة طائرته المروحية كوبرا، وبينما كانت مروحيته تحترق من طلقات الصواريخ، استطاع أحمد أن يصل بها إلى إيران حيث سقطت في منطقة ميمك من محافظة إيلام. نُقل جثمانه إلى طهران حيث دفن في مقبرة جنة الزهراء.

## وصية أحمد كشوري
أبي وأمي! كما صبرتم إلى الآن، أسال الله تعالى أن يمن عليكم بالصبر الجزيل، وأطلب منكم أن تكثروا من أعمالكم في سبيل الله، وأن لا تقيموا العزاء علي، لا أقول لكم لا تبكوا، ولكن إذا أردتم البكاء فلتذكروا الإمام الحسين عليه السلام وحادثة كربلاء وأذكروا الأبوين الذين استشهدوا ابنائهم الخمسة وابكوا لأجل ذلك، لإنه لو لا البكاء الحسيني ويوم تاسواء وعاشوراء، لم يبقى الآن ذكرٌ للإسلام،... لا تتركوا الإمام( الخميني) وحيداً.

## مسلسل العنقاء
مسلسل العنقاء، واسمه باللغة الفارسية (سيمرغ)، مسلسل إيراني يتحدث عن سيرة الطيارين في القوات الجوية للجيش الإيراني أحمد كشوري وعلي أكبر شيرودي اللذان قتلا في الحرب العراقية الإيرانية.

## انظر ايضاً
- القوات الجوية للجيش الجمهورية الإسلامية الإيرانية
- مصطفى جمران
- إيه إتش-1 سوبر كوبرا

## وصلات خارجية
- مسلسل العنقاء
- https://www.youtube.com/watch?v=35I4SjLFLUA&t=88s